# Гідроксизин
Гідроксизин (англ. Hydroxyzine, лат. Hydroxyzinum) — синтетичний препарат, що належить до групи снодійних і седативних засобів та одночасно до антигістамінних препаратів, що є похідним дифенілметану та піперазину. Гідроксизин застосовується переважно перорально, рідше внутрішньом'язово. Гідроксизин уперше синтезований у лабораторії бельгійської компанії UCB у 1956 році, та схвалений до клінічного застосування за рік.

## Фармакологічні властивості
Гідроксизин — синтетичний препарат, що є похідним дифенілметану та піперазину, що належить до групи снодійних і седативних засобів та одночасно до антигістамінних препаратів. Механізм дії препарату полягає у селективному блокуванні Н1-рецепторів гістаміну, попередженні спазмів гладких м'язів, що викликаються гістаміном, у тому числі бронхоконстрікцію у хворих обструктивними захворюваннями легень, розширення капілярів та підвищення їх проникності, розвиток ангіоневротичного набряку, еритеми та свербежу шкіри і слизових оболонок. Гідроксизин також пригнічує активність у деяких зонах субкортикальної ділянки головного мозку. Завдяки цьому гідроксизин має заспокійливий, анксіолітичний та седативний ефект. Препарат також має протиблювотний та м-холінолітичний ефект. При застосуванні гідроксизину не спостерігається розвитку залежності від препарату. Гідроксизин також покращує когнітивні функції мозку, більше при генералізованому тривожному розладі, з меншою ефективністю при розладах адаптації і соматоформних розладах. Гідроксизин застосовується при неврозах різного походження, що супроводжуються підвищеною збудливістю, емоційним напруженням, неспокоєм; при органічних ураженнях головного мозку, що супроводжуються підвищеною збудливістю; у випадку абстинентного синдрому при хронічному алкоголізмі; у передопераційному періоді як премедикація та для купування блювання в післяопераційному періоді; а також при свербінні шкіри (синдром Джанотті—Крості).

### Фармакокінетика
Гідроксизин при прийомі всередину швидко всмоктується та розподіляється в організмі, біодоступність препарату при пероральному прийомі складає 80 %. Максимальна концентрація гідроксизину в крові досягається протягом 2 годин. Гідроксизин створює високі концентрації у багатьох тканинах організму, проходить через гематоенцефалічний бар'єр, через плацентарний бар'єр та виділяється в грудне молоко. Метаболізується препарат в печінці з утворенням як активних метаболітів, найбільш поширеним з яких є цетиризин, який і сам застосовується у клінічній практиці як антигістамінний препарат. Гідроксизин виводться з організму з сечею, переважно у вигляді метаболітів. Період напіввиведення препарату становить у дітей 7 годин, у дорослих від 12 до 20 годин, цей час може збільшуватися при печінковій та нирковій недостатності, а також у осіб похилого віку.

## Показання до застосування
Гідроксизин застосовується при неврозах різного походження, що супроводжуються підвищеною збудливістю, емоційним напруженням, неспокоєм; при органічних ураженнях головного мозку, що супроводжуються підвищеною збудливістю; у випадку абстинентного синдрому при хронічному алкоголізмі; у передопераційному періоді як премедикація та для купування блювоти в післяопераційному періоді; при свербінні шкіри.

## Побічна дія
При застосуванні гідроксизину спостерігаються наступні побічні ефекти:
- Алергічні реакції та з боку шкірних покривів — висипання на шкірі, свербіж шкіри, кропив'янка, дерматит, еритема шкіри; дуже рідко синдром Стівенса-Джонсона, набряк Квінке, гіпергідроз, бронхоспазм, анафілактичний шок.
- З боку травної системи — сухість в роті, нудота, запор; рідко блювання, гепатит, підвищення активності амінотрансфераз та лужної фосфатази в крові.
- З боку нервової системи — підвищена стомлюваність, м'язова слабість, сонливість, загальмованість, атаксія, головний біль, сплутаність свідомості, запаморочення, безсоння, тремор; рідко збудження, судоми, галюцинації, прорушення акомодації, нечіткий зір.
- З боку серцево-судинної системи — тахікардія, гіпотензія, подовження інтервалу QT, шлуночкова тахікардія.
- З боку сечостатевої системи — затримка сечовиділення.

## Протипоказання
Гідроксизин протипоказаний при підвищеній чутливості до препарату, цетиризину, інших похідних піперазину, амінофіліну або етилендіаміну; при порфірії; доброякісній гіперплазії передміхурової залози; закритокутовій глаукомі; подовженні інтервалу QT; вагітності; годуванні грудьми; дітям до 3 років.

## Форми випуску
Гідроксизин випускається у вигляді таблеток по 0,01; 0,025; 0,05 і 0,1 г; 0,2 % сиропу у флаконах по 200 мл; 2,5 % і 5 % розчину в ампулах по 2 мл; желатинових капсул по 0,025; 0,05 і 0,1 г; суспензії для перорального застосування з вмістом діючої речовини 25 мг у 5 мл.